# Niccolò Antonelli
Niccolò Antonelli (Cattolica, 23 februari 1996) is een Italiaans motorcoureur. Zijn vader, Igor Antonelli, is eveneens motorcoureur.

## Carrière
Antonelli begon zijn carrière in de motorsport in 2004 in de Junior A-klasse van de minibikes. In deze klasse werd hij in 2005 regionaal kampioen en tweede in het Europees kampioenschap. In 2006 stapte hij over naar de Junior B-klasse, waarin hij als tweede in het regionaal kampioenschap en als derde in zowel het Italiaans als het Europees kampioenschap eindigde. In 2007 werd hij in deze klasse Italiaans, Europees en wereldkampioen. Hierna stapte hij over naar de MiniGP Junior 50, waarin hij Italiaans kampioen werd. In 2009 reed hij in het Catalaanse en het Middellandse Zee-kampioenschap in de Metrakit 125-klasse. In 2010 stapte hij over naar de FIM MotoGP Rookies Cup en eindigde als achtste in het kampioenschap. Dat jaar werd hij ook zesde in het Italiaanse 125cc-kampioenschap, een klasse waarin hij het volgende jaar kampioen werd. Tevens reed hij in die jaren in het Spaanse kampioenschap, die hij respectievelijk als zeventiende en vierde afsloot.
In 2012 maakte Antonelli zijn debuut in de nieuwe Moto3-klasse van het wereldkampioenschap wegrace op een Honda, voordat zijn team vanaf het tweede raceweekend overstapte naar een FTR Honda. Hij kende een redelijk debuutseizoen met twee vierde plaatsen in Frankrijk en Italië als beste resultaten, waardoor hij veertiende werd in het kampioenschap. In 2013 had hij een moeilijker seizoen waarin hij door valpartijen veelvuldig de finish niet wist te halen en werd zestiende in de eindstand met een zevende plaats in zijn thuisrace als hoogtepunt. Ook in 2014, waarin hij overstapte naar een KTM, maakte hij veel valpartijen mee en behaalde met een vijfde plaats in de TT Assen en een pole position in de seizoensafsluiter in Valencia als beste resultaten een veertiende plaats in het kampioenschap. In 2015 eindigde hij in de eerste helft van het seizoen vaak in de top 10 en behaalde tijdens de Grand Prix van Tsjechië zijn tweede pole position, die hij om wist te zetten in zijn eerste Grand Prix-overwinning.

## Statistieken

### Grand Prix

#### Per seizoen
| Seizoen | Klasse | Motor     | Team                      | Races | Winst | Podiums | Poles | SR | Ptn | Pos |
| ------- | ------ | --------- | ------------------------- | ----- | ----- | ------- | ----- | -- | --- | --- |
| 2012    | Moto3  | Honda     | San Carlo Gresini Moto3   | 1     | 0     | 0       | 0     | 0  | 0   | 14e |
| 2012    | Moto3  | FTR Honda | San Carlo Gresini Moto3   | 15    | 0     | 0       | 0     | 0  | 77  | 14e |
| 2013    | Moto3  | FTR Honda | GO&FUN Gresini Moto3      | 17    | 0     | 0       | 0     | 0  | 47  | 16e |
| 2014    | Moto3  | KTM       | GO&FUN Junior Team Moto3  | 18    | 0     | 0       | 1     | 0  | 68  | 14e |
| 2015    | Moto3  | Honda     | Ongetta-Rivacold          | 18    | 2     | 4       | 2     | 2  | 174 | 5e  |
| 2016    | Moto3  | Honda     | Ongetta-Rivacold          | 17    | 1     | 1       | 1     | 0  | 91  | 11e |
| 2017    | Moto3  | KTM       | Red Bull KTM Ajo          | 16    | 0     | 1       | 0     | 0  | 38  | 18e |
| 2018    | Moto3  | Honda     | Sic58 Squadra Corse       | 16    | 0     | 0       | 1     | 0  | 71  | 15e |
| 2019    | Moto3  | Honda     | Sic58 Squadra Corse       | 15    | 1     | 1       | 3     | 2  | 128 | 7e  |
| 2020    | Moto3  | Honda     | Sic58 Squadra Corse       | 14    | 0     | 0       | 0     | 0  | 40  | 19e |
| 2021    | Moto3  | KTM       | Avintia Esponsorama Moto3 | 16    | 0     | 4       | 1     | 0  | 152 | 6e  |
| 2022    | Moto2  | Kalex     | Mooney VR46 Racing Team   | 20    | 0     | 0       | 0     | 0  | 0   | 36e |
| Totaal  | Totaal | Totaal    | Totaal                    | 183   | 4     | 11      | 9     | 4  | 886 |     |

#### Per klasse
| Klasse | Seizoenen | 1e GP      | 1e podium     | 1e winst      | Races | Winst | Podiums | Poles | SR | Ptn | Kampioen |
| ------ | --------- | ---------- | ------------- | ------------- | ----- | ----- | ------- | ----- | -- | --- | -------- |
| Moto3  | 2012-2021 | Qatar 2012 | Tsjechië 2015 | Tsjechië 2015 | 163   | 4     | 11      | 9     | 4  | 886 | 0        |
| Moto2  | 2022      | Qatar 2022 |               |               | 20    | 0     | 0       | 0     | 0  | 0   | 0        |
| Totaal | 2012-2022 | 2012-2022  | 2012-2022     | 2012-2022     | 183   | 4     | 11      | 9     | 4  | 886 | 0        |

#### Races per jaar
(vetgedrukt betekent pole positie; cursief betekent snelste ronde)
| Jaar | Klasse | Motor     | 1       | 2       | 3       | 4       | 5       | 6       | 7       | 8       | 9       | 10      | 11      | 12      | 13      | 14      | 15      | 16      | 17      | 18      | 19      | 20      | Pos | Ptn |
| ---- | ------ | --------- | ------- | ------- | ------- | ------- | ------- | ------- | ------- | ------- | ------- | ------- | ------- | ------- | ------- | ------- | ------- | ------- | ------- | ------- | ------- | ------- | --- | --- |
| 2012 | Moto3  | Honda     | QAT 17  |         |         |         |         |         |         |         |         |         |         |         |         |         |         |         |         |         |         |         | 14  | 77  |
| 2012 | Moto3  | FTR Honda |         | SPA 8   | POR 6   | FRA 4   | CAT 12  | GBR 13  | NED DNF | DUI 12  | ITA 4   | INP DNF | TSJ 23  | SMR 8   | ARA 10  | JPN 12  | MAL 15  | AUS DNS | VAL 13  |         |         |         | 14  | 77  |
| 2013 | Moto3  | FTR Honda | QAT DNF | AME DNF | SPA DNF | FRA DNF | ITA 7   | CAT DNF | NED 13  | DUI 15  | INP 16  | TSJ 10  | GBR 13  | SMR 8   | ARA 14  | MAL DNF | AUS 8   | JPN 9   | VAL 27  |         |         |         | 16  | 47  |
| 2014 | Moto3  | KTM       | QAT 9   | AME DNF | ARG 25  | SPA DNF | FRA DNF | ITA DNF | CAT DNF | NED 5   | DUI DNF | INP 18  | TSJ 13  | GBR 7   | SMR 16  | ARA 9   | JPN 9   | AUS 10  | MAL 7   | VAL 7   |         |         | 14  | 68  |
| 2015 | Moto3  | Honda     | QAT 8   | AME 23  | ARG DNF | SPA DNF | FRA 5   | ITA 6   | CAT 4   | NED 9   | DUI 5   | INP 7   | TSJ 1   | GBR 3   | SMR 3   | ARA 6   | JPN 1   | AUS 17  | MAL 4   | VAL DNF |         |         | 5   | 174 |
| 2016 | Moto3  | Honda     | QAT 1   | ARG 10  | AME DNF | SPA DNF | FRA 8   | ITA 4   | CAT 20  | NED 5   | DUI DNS | OOS 18  | TSJ 5   | GBR DSQ | SMR 11  | ARA 14  | JPN 10  | AUS DNF | MAL 12  | VAL 16  |         |         | 11  | 91  |
| 2017 | Moto3  | KTM       | QAT 7   | ARG DNF | AME 14  | SPA 22  | FRA DNF | ITA 16  | CAT 11  | NED DNS | DUI     | TSJ 24  | OOS DNF | GBR 16  | SMR DNF | ARA 18  | JPN 2   | AUS DNF | MAL DNF | VAL 14  |         |         | 18  | 38  |
| 2018 | Moto3  | Honda     | QAT 4   | ARG 8   | AME 24  | SPA 11  | FRA 5   | ITA 9   | CAT DNS | NED 15  | DUI 16  | TSJ 11  | OOS 22  | GBR C   | SMR 10  | ARA DNF | THA DNF | JPN DNF | AUS     | MAL 10  | VAL 7   |         | 15  | 71  |
| 2019 | Moto3  | Honda     | QAT 8   | ARG 4   | AME 5   | SPA 1   | FRA DNF | ITA 4   | CAT 11  | NED 8   | DUI 12  | TSJ 5   | OOS 9   | GBR 4   | SMR DNF | ARA     | THA     | JPN 12  | AUS DNS | MAL 10  | VAL DNS |         | 7   | 128 |
| 2020 | Moto3  | Honda     | QAT     | SPA 9   | AND 15  | TSJ 4   | OOS 19  | STI 16  | SMR 11  | EMI 18  | CAT 9   | FRA DNF | ARA 18  | TER 22  | EUR DNF | VAL 14  | POR 11  |         |         |         |         |         | 19  | 40  |
| 2021 | Moto3  | KTM       | QAT 6   | DOH 3   | POR 6   | SPA 8   | FRA DNF | ITA 13  | CAT 8   | DUI 6   | NED 14  | STI DNS | OOS     | GBR 2   | ARA 5   | SMR 2   | AME 15  | EMI 6   | ALG 3   | VAL 9   |         |         | 6   | 152 |
| 2022 | Moto2  | Kalex     | QAT 26  | INA 25  | ARG DNF | AME DNF | POR DNF | SPA 23  | FRA DNF | ITA 18  | CAT 19  | DUI DNF | NED DNF | GBR 19  | OOS 16  | SMR DNF | ARA 20  | JPN DNF | THA 22  | AUS DNF | MAL 21  | VAL DNF | 36  | 0   |